# 孔善玉
孔 善玉（コン・ソンオク、1963年 - ）は、大韓民国の小説家。全羅南道谷城郡の出身。窮地に追い詰められた女性や社会的な弱者に焦点を当て、苦労の多い彼らの人生を生き生きとした文体で描く作家という評価を受けている。

## 略歴
1963年、全羅南道谷城郡で生まれる。1983年全南大学校国語国文科に入学したが、休学した後、復学しないまま除籍となった。1991年「創作と批評」に中編小説『種蒔(씨앗불)』を発表し文壇にデビューした。
女性の運命的な人生や母性愛を優れた構成力で生き生きと描いた作品が中心となっている。1992年短編小説『命(목숨)』を発表し、短編小説『梅雨(장마)』で第4回女性新聞文学賞を受賞した。1993年には長編小説『梧枝里に置いてきた三十歳(오지리에 두고 온 서른 살)』が出版された。1994年『焼跡に何が芽生えるのか(불탄 자리에 무엇이 돋는가)』、『我々生涯の花(우리 생애의 꽃)』、『木浦は港(목포는 항구다)』、『咲け水仙花(피어라 수선화)』を刊行した。1995年には季刊誌「リビューReview」に長編小説『時節たち(시절들)』を連載した。

## 邦訳
- 『私の生のアリバイ』カン・バンファ訳、クオン、韓国文学ショートショート、2020年4月

## 作品
小説集
- 『나는 죽지 않겠다』(創批、2009)
- 『명랑한 밤길』(創批、2007)
- 『멋진 한세상』(創作と批評社、2002)
- 『내 생의 알리바이』(創作と批評社、1998) 「私の生のアリバイ」
- 『피어라 수선화』(創批、1994)

小説
- 『꽃 같은 시절』(創批、2011)
- 『영란』(ポル、2010)
- 『내가 가장 예뻤을 때』(文学トンネ、2009)
- 『유랑가족』(実践文学社、2005)
- 『붉은 포대기』(サムシンガク、2003)
- 『수수밭으로 오세요』(女性新聞社、2002) 長編
- 『시절들』(文芸マダン、1996) 長編
- 『오지리에 두고 온 서른살』(サムシンガク、1993)

その他
- 『울지마 샨타』童話(ジュニアランダム、2008)
- 『행복한 만찬』(月、2008) 散文集
- 『공선옥 마흔에 길을 나서다』 (月刊マル、2003) 散文集
- 『자운영 꽃밭에서 나는 울었네』(創批、2000) 散文集